# Preferente Galicia
La Preferente Galicia è la sesta categoria del sistema di leghe di calcio maschile in Galizia. Costituisce il livello posteriore alla Tercera Federación. La sua organizzazione è a carico della Federazione calcistica della Galizia. Composta da 2 gruppi, da 18 squadre ognuno, suddivisi secondo criteri geografici. Il suo status è dilettante.

## Storia
Inizialmente, la Serie A era la massima categoria del Campionato di Galizia organizzato dalla Federación Gallega de Fútbol, fino a quando, nel 1940, la Real Federación Española de Fútbol decretò la soppressione de facto di tutti i campionati regionali, incluso il Campionato di Galizia, escludendo dalla partecipazione i club che militavano contemporaneamente nelle categorie statali e modificando il sistema di qualificazione alla Coppa di Spagna, che da quel momento sarebbe stata assegnata in base alla posizione finale ottenuta nei campionati nazionali e non più attraverso i tornei regionali.
La decisione della RFEF trasformò la Serie A nella prima categoria territoriale della Galizia all'interno del sistema delle divisioni nazionali, impedendo ai club galiziani che militavano nelle divisioni statali di partecipare ulteriormente alla Serie A. Prima del 1940, infatti, i club galiziani che giocavano nelle categorie nazionali partecipavano contemporaneamente anche alla Serie A del Campionato di Galizia.
Nonostante i cambiamenti, la denominazione "Serie A", ereditata dal campionato appena soppresso, fu mantenuta per diversi decenni, fino a quando la competizione cambiò nome in "Regional Preferente" nel 1978.

### Denominazioni
- Serie A: 1940–1978
- Regional Preferente: 1978–2006
- Preferente Autonómica: 2006–2015
- Preferente Galicia: dal 2015